# Herz-Jesu-Kirche (Freiburg im Breisgau)

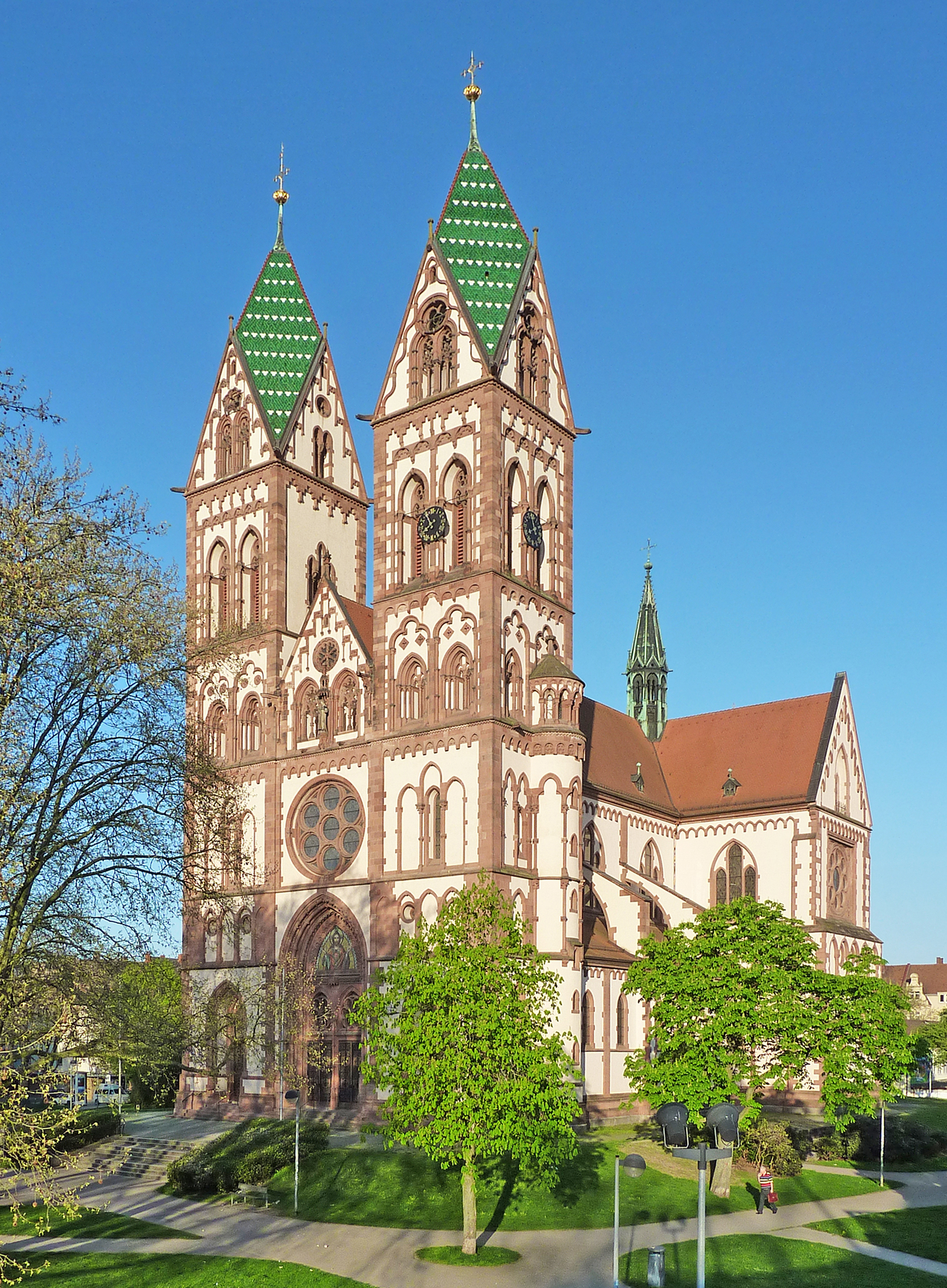
Die Herz-Jesu-Kirche in Freiburg

Die Herz-Jesu-Kirche (ⓘ) ist eine katholische Kirche in Freiburg im Breisgau im Stadtteil Stühlinger, die 1897 geweiht wurde. Es handelt sich um einen Bau des Historismus, der mit seiner Doppelturmfassade an den Limburger Dom erinnert.
Die Herz-Jesu-Kirche ist eine der Kirchen in der Seelsorgeeinheit Freiburg-Mitte im Dekanat Freiburg der Erzdiözese Freiburg.

## Geschichte

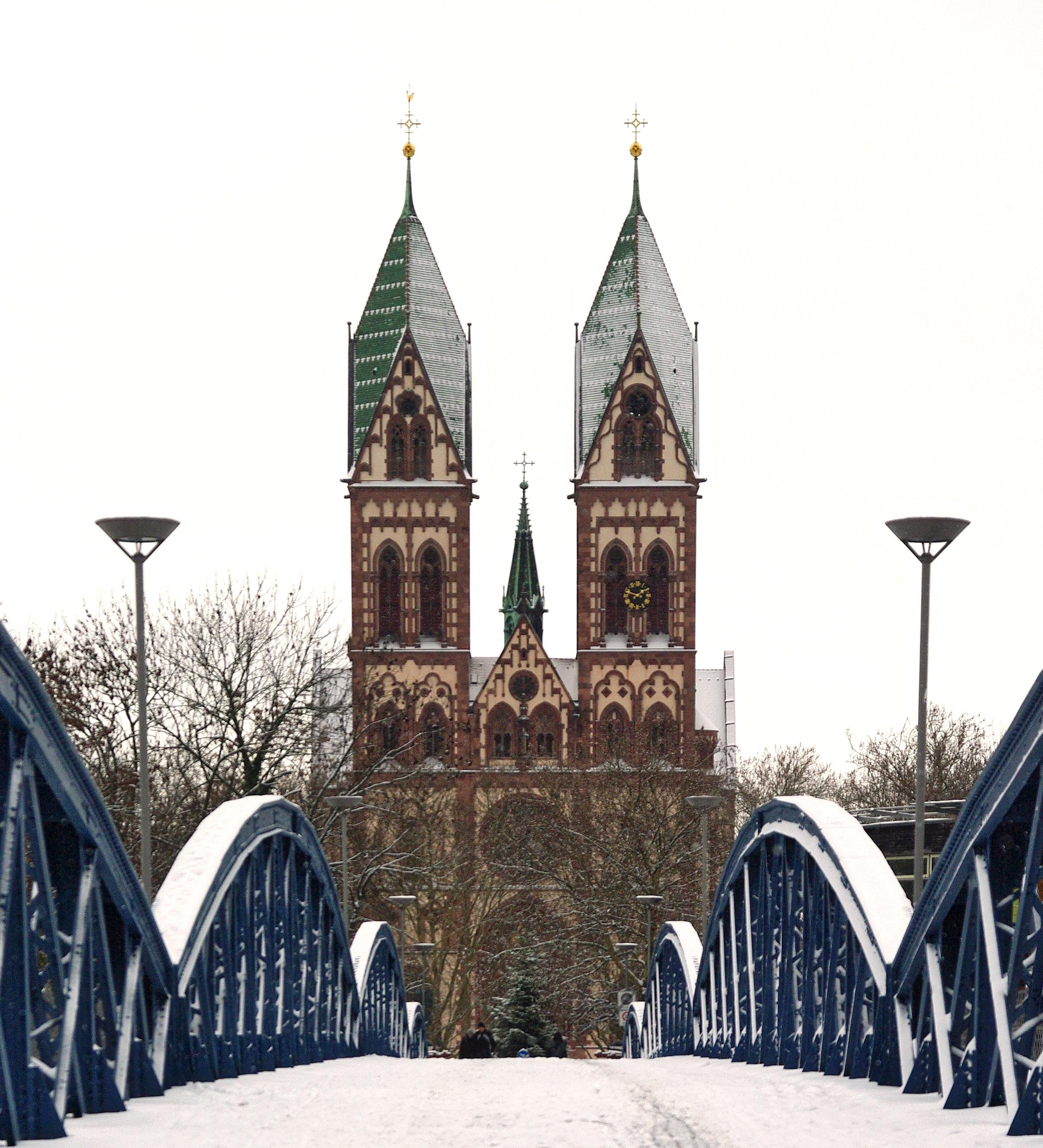
Blick über die Wiwilíbrücke auf die Herz-Jesu-Kirche

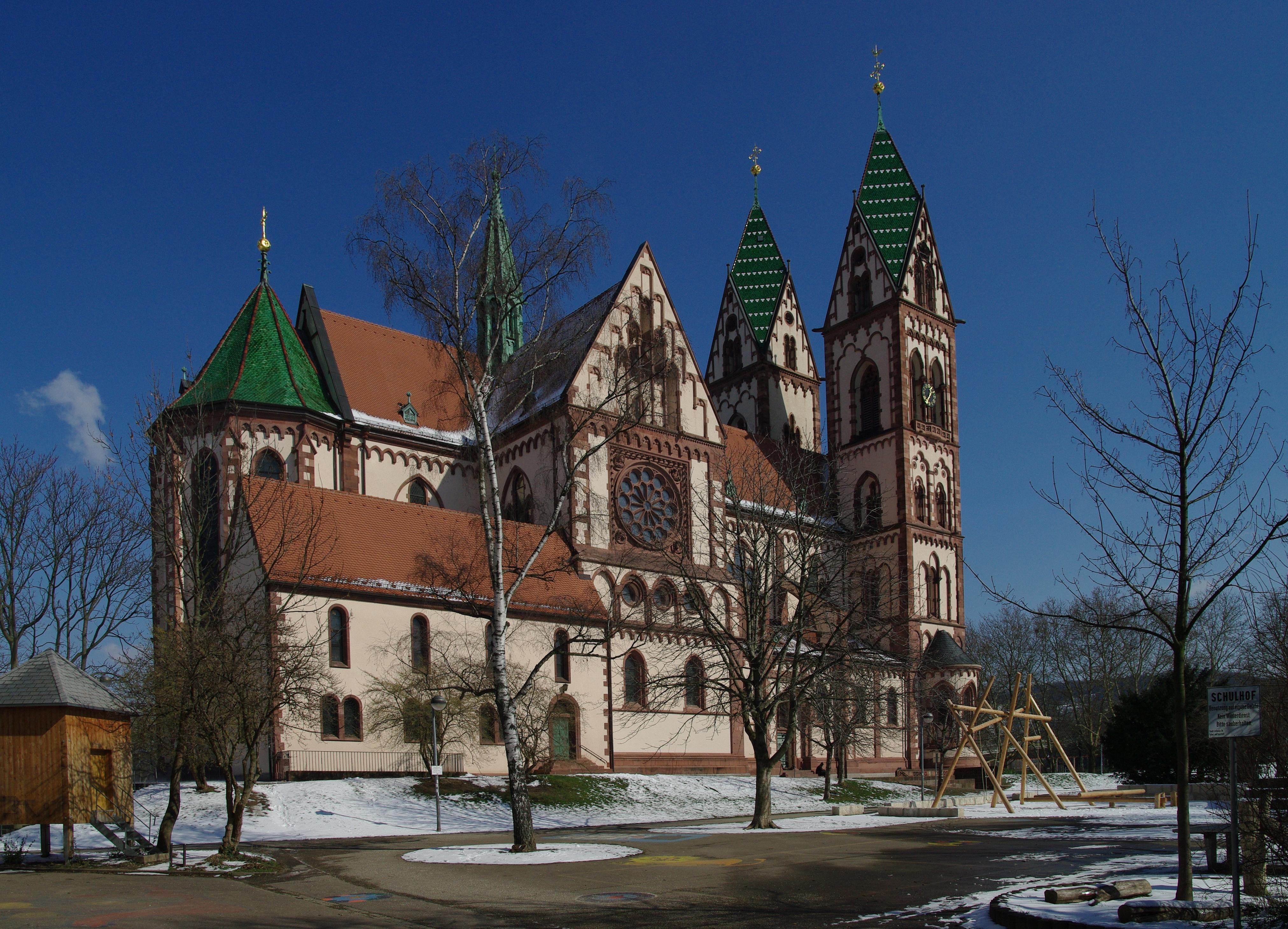
Außenansicht (Südseite)

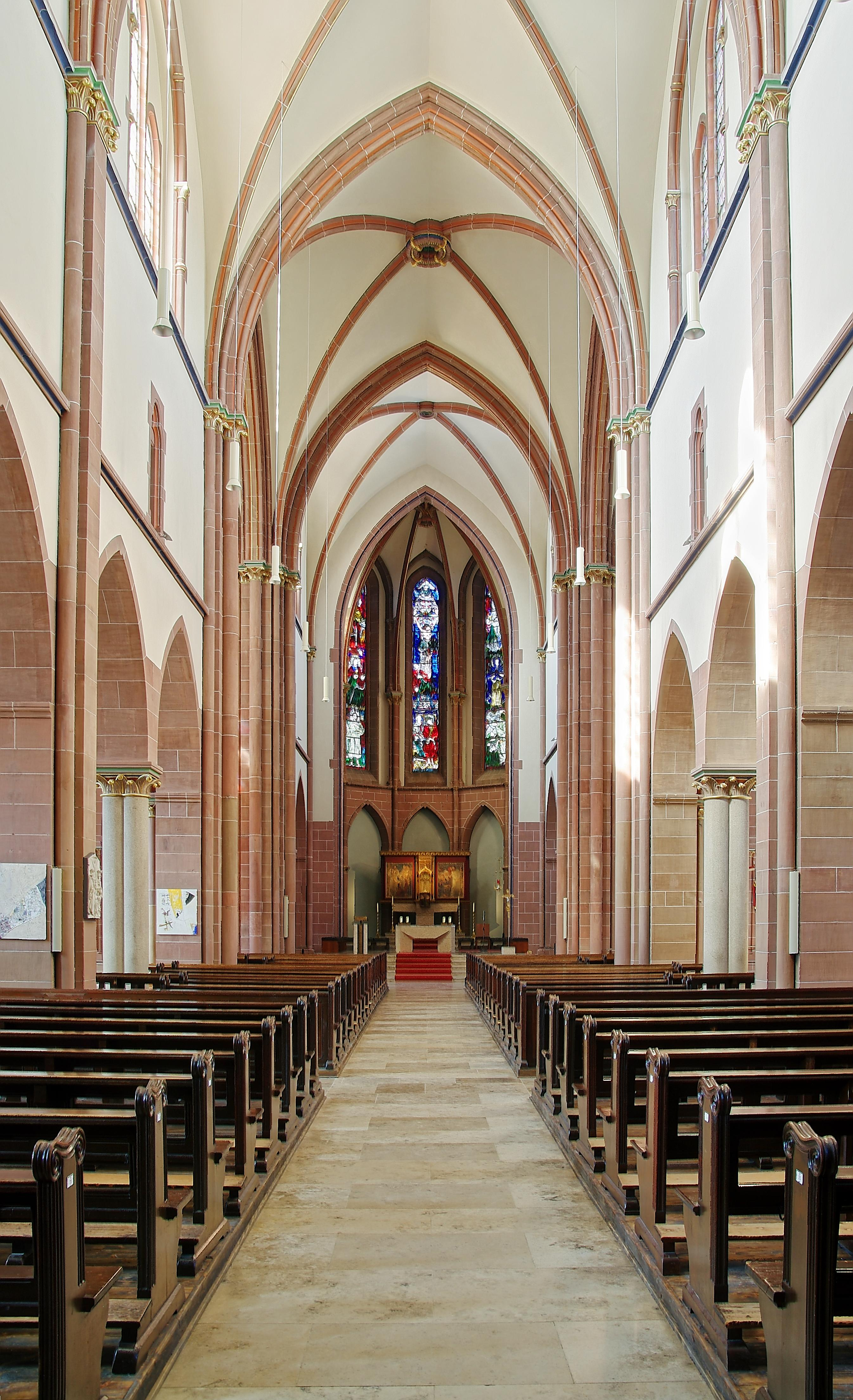
Innenansicht

### Gründung der Kirche
Nach der Erschließung und einsetzenden Bebauung des Freiburger Stadtteils Stühlinger ab den 1870er Jahren wuchs bei der Leitung des Erzbistums Freiburg die Sorge um die Betreuung der dort ansässigen, überwiegend katholischen Bevölkerung, die damals noch zur Innenstadtgemeinde St. Martin gehörte. Schon im Jahre 1884 war ein örtliches Komitee für den Kirchenbau gegründet worden, das sich vor allem mit den Platz- und Finanzierungsfragen beschäftigte.
Nachdem der Freiburger Erzbischof Johann Baptist Orbin 1886 gestorben war, wurde der Limburger Bischof Johannes Christian Roos neuer Erzbischof von Freiburg. Ein erster Entwurf von 1890 des stellvertretenden erzbischöflichen Baumeisters Franz Baer (1850–1891) gelangte nicht zur Ausführung, weil Baer erkrankte und im folgenden Jahr verstarb. Der Erzbischof setzte nach dem Tod Baers im Jahre 1891 den ehemaligen Limburger Dombaumeister Max Meckel als neuen Architekten ein, der zwischen 1885 und 1886 bereits die benachbarte Blaue Brücke gebaut hatte, in deren Flucht die Doppelturmfassade liegt. Nachdem im Januar des Jahres 1892 die fertigen Pläne von Meckel für die Kirche vorlagen, erfolgte am 10. Juni 1892 der erste Spatenstich auf dem neuen Grundstück bei der Brücke über die Bahngleise. Dieses hatte die Stadt im Tausch mit einem zuvor vom Kirchenbauverein erworbenen Grundstück zur Verfügung gestellt. Im folgenden April wurde mit dem Turmbau begonnen. Die Kirche wurde schließlich am 2. Mai 1897 durch Erzbistumsverweser Justus Knecht geweiht. Sie erhielt den Namen Herz-Jesu-Kirche wie viele im 19. Jahrhundert neu erbaute katholische Kirchen, da die Herz-Jesu-Verehrung im 19. Jahrhundert in der katholischen Kirche großen Raum einnahm.

### Bau und Ausstattung
Bei dem Bau handelt es sich um eine Basilika mit polygonalem Chorschluss, Querhaus und Doppelturmfassade. Entgegen der stilistischen Präferenz Meckels für die Neogotik wurde dem Architekten ein Entwurf im Stil der Spätromanik vorgeschrieben, damit der Bau nicht in Konkurrenz zum Münster trete. Meckel konnte auf seine Planungen für die Maria-Hilf-Kirche in Wiesbaden zurückgreifen, bei der er in ähnlicher Weise durch die Vorgabe des Auftraggebers an den romanischen Stil gebunden gewesen war. Sein Kompromiss war, sich am Rheinischen Übergangsstil von der Spätromanik zur Frühgotik zu orientieren, der z. B. beim ihm wohlbekannten Limburger Dom vorlag. Mit Meckels Bau wird der damals in Baden noch verbreitete „romantische Historismus“ der von Karlsruhe ausgehenden Schule Heinrich Hübschs durch den strengen Historismus abgelöst, der auf einer exakteren Wiedergabe mittelalterlicher Bauformen fußt. Kurz nachdem Meckel noch als freier Architekt zur Planung der Herz-Jesu-Kirche hinzugezogen worden war, berief ihn der Erzbischof zum Diözesanbaumeister.
Wie bei den anderen Kirchen des späten 19. Jahrhunderts in Freiburg war demnach die Wirkung des Gebäudes auf das Stadtbild von entscheidender Wichtigkeit für die Gestaltung. Mit seiner mächtigen Doppelturmfassade diente der Bau der unter Oberbürgermeister Otto Winterer verfolgten städtebaulichen Leitidee, die expandierende Stadt Freiburg durch Turmbauten zu markieren. Zu den Künstlern, die Meckel bei der Ausgestaltung unterstützt hatten, gehörten der Freiburger Glasmaler Fritz Geiges, der Offenburger Bildhauer Franz Joseph Simmler, seine Kollegen Georg Busch und Balthasar Schmitt, der Münchner Architekt Jakob Angermair, der Freiburger Bildhauer Julius Seitz sowie der Frankfurter Bildhauer Hermann Jeß. Im Giebelfeld der Hauptfassade befindet sich unterhalb einer Herz-Jesu-Figur eine Porträtbüste Meckels. Die Kanzel mit Reliefs von Georg Busch wurde vom Ofenfabrikanten Carl Roth in Baden-Oth zweimal aus Terrakotta gefertigt. Die eine Ausgabe ging an die ehemalige Klosterkirche Gengenbach. Die zweite Kopie wurde vor ihrem Einbau in der Herz-Jesu-Kirche im Jahr 1901, auf der Pariser Weltausstellung 1900 präsentiert.

### Zerstörung und Wiederaufbau
Am Abend des 27. November 1944 bombardierte die britische Royal Air Force Freiburg; dabei erhielt die Herz-Jesu-Kirche zwar keinen direkten Treffer, wurde aber durch den Luftdruck in der Nähe einschlagender Bomben stark beschädigt. Am 17. Dezember 1944 erhielt die Kirche durch Jagdbomber zwei Volltreffer. Das nördliche Querschiff und die Sakristei stürzten in unmittelbarer Folge ein. Die Gottesdienste fanden in den nachfolgenden Jahren im nahe gelegenen Gemeindesaal St. Klara statt. Im September 1945 übertrug Erzbischof Conrad Gröber dem Architekten Gregor Schroeder die Leitung des Wiederaufbaus. Die Kanzel wurde wegen massiver Witterungsschäden nicht wieder eingebaut. Jedoch wurde nach dem Entwurf von Professor C. Bauer aus München am vorderen linken Vierungspfeiler eine kleine Kanzel mit der Darstellung der Fußwaschung Jesu erstellt. Die Entwürfe für die Chorfenster und die Rosette lieferte der Kunstmaler Hans Baumhauer.
Die Kirche konnte mit Spenden und Hilfe der Bewohner des Stühlinger unter Verwendung von allein 20.000 Pflastersteinen, 400 m2 Holz und Ersatzglas wiederaufgebaut werden. Am 27. April 1952 weihte Erzbischof Wendelin Rauch die Kirche erneut.

### Nach dem Zweiten Weltkrieg
Vor der Kirche steht der 1954 errichtete Marienbrunnen, der von einer Madonnenstatue des jüdischen Bildhauers Richard Engelmann gekrönt wird. Der Freiburger Oberbürgermeister Wolfgang Hoffmann hatte die wesentlich kleinere erste Fassung des Werkes bereits 1947 im Atelier des Künstlers gesehen und setzte sich danach massiv für die Aufstellung der großen Variante ein.
1962 wurde auf dem Marienaltar im südlichen Seitenschiff eine Marienstatue von Siegfried Fricker platziert.
Die neuen Anforderungen aus dem Zweiten Vatikanischen Konzil wurden ab 1969 umgesetzt. Im Zuge dieser Arbeiten wurde der Altar ohne Mensa und Predella auf einen Kunststeinsockel gesetzt und durch einen frei stehenden Zelebrationsaltar von Bruno Knittel ergänzt. Die 1952 errichtete Kanzel hatte durch den Ambo ihre Bedeutung verloren und wurde aus Sichtgründen entfernt. Sie steht nun im Pfarrgarten. Die Neugestaltung fand ihren Abschluss in der Weihe des neuen Altars durch Erzbischof Hermann Schäufele.
Seit 1984 steht die Kirche unter Denkmalschutz. Zum 100-jährigen Bestehen 1997 wurde sie außen renoviert und dabei der ursprüngliche Zustand (z. B. glasierte Ziegel auf den Turmdächern) weitgehend wiederhergestellt. Der Wiederaufbau nach dem Zweiten Weltkrieg hatte eine solch aufwändige Ausstattung nicht leisten können.
In den Jahren 2007/2008 wurde die Kirche innen grundlegend renoviert und konnte daher zeitweise nicht genutzt werden. Neben wichtigen Restaurierungsarbeiten wurde das Taufbecken in den vorderen Bereich der Kirche versetzt und aus den Seitenschiffen wurden die Bänke entfernt.

## Orgel

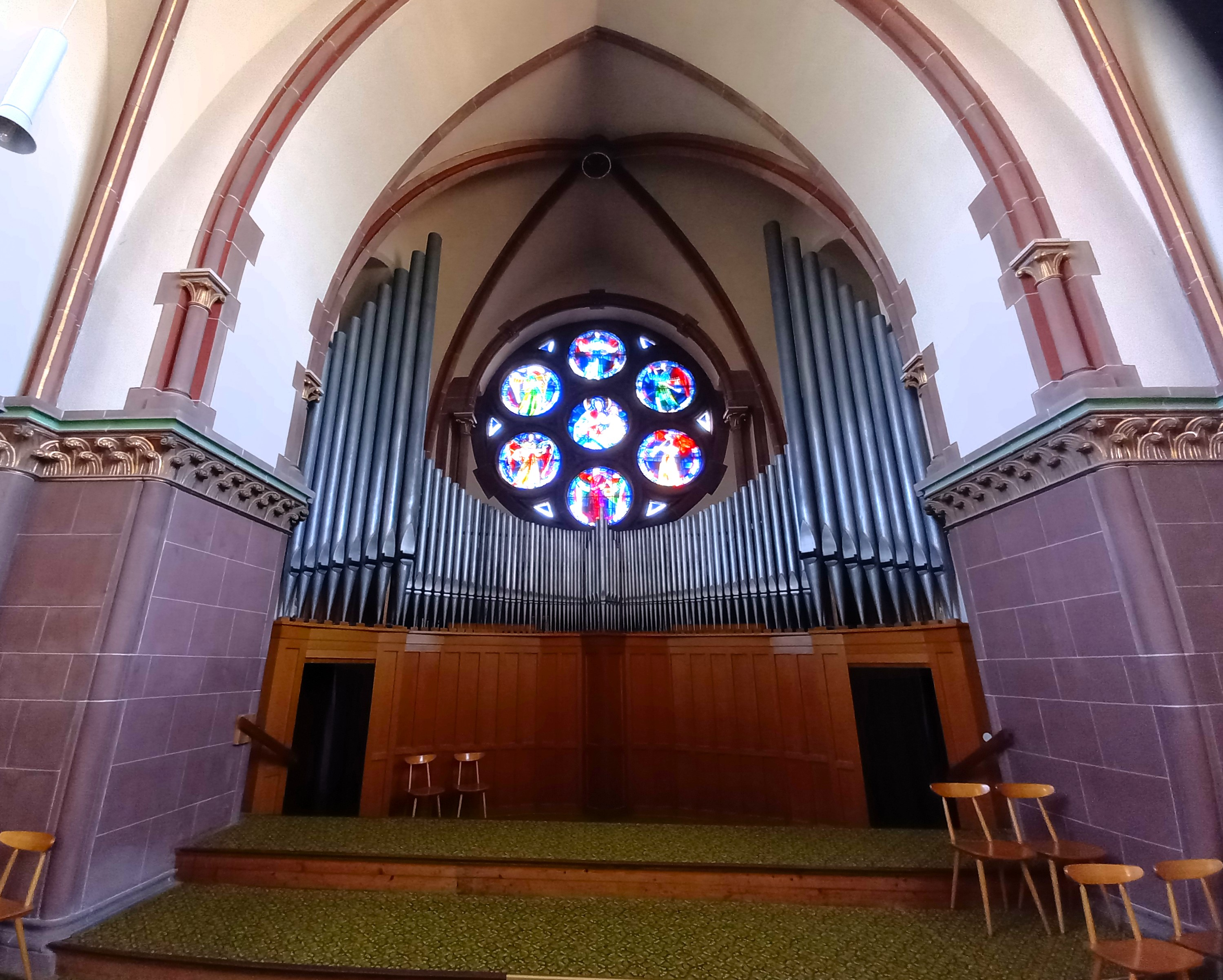
Dold-Orgel (1956)

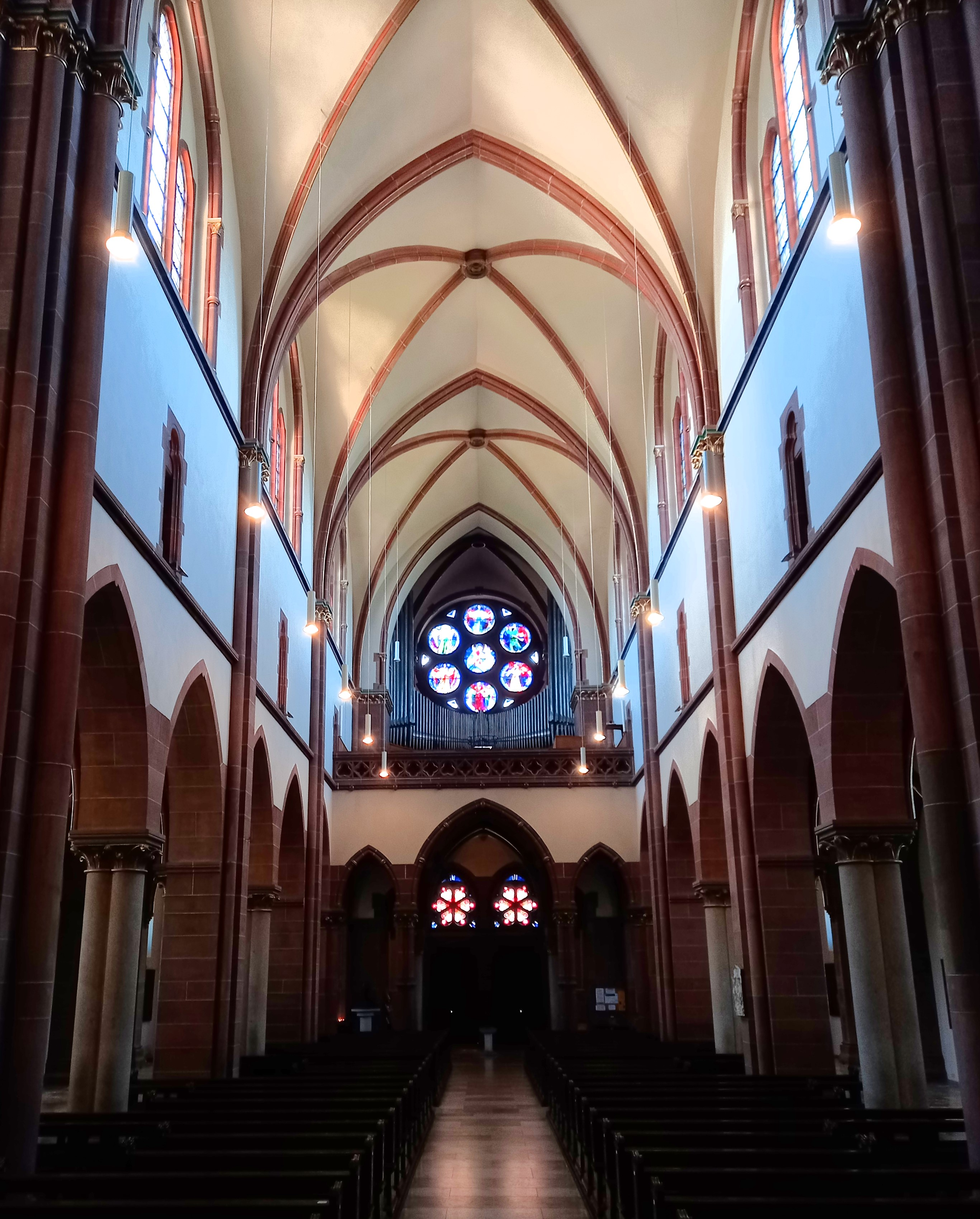
Blick zur Orgelempore

1956 erhielt die Kirche wieder eine Orgel mit 38 Registern, die von dem Freiburger Orgelbaumeister Willy Dold errichtet wurde. Sie wurde anlässlich der Renovierung der Kirche im Jahr 2008 von der Freiburger Orgelbauwerkstatt Späth überholt.
| I Hauptwerk C–g3 |        |
| Quintade         | 16′    |
| Prinzipal        | 08′    |
| Grob-Gedackt     | 08′    |
| Gemshorn         | 08′    |
| Oktave           | 04′    |
| Rohrflöte        | 04′    |
| Oberoktav        | 02′    |
| Rauschquinte II  | 02 ⁄3′ |
| Mixtur V-VI      | 01 ⁄3′ |
| Trompete         | 08′    |

| II Schwellwerk C–g3 |        |
| Lieblich Gedackt    | 08′    |
| Salizional          | 08′    |
| Prästant            | 04′    |
| Blockflöte          | 04′    |
| Schwiegel           | 02′    |
| Sifflöte            | 01′    |
| Sesquialter II      | 01 ⁄3′ |
| Zimbel III          | 01⁄2′  |
| Krummhorn           | 08′    |
| Regal               | 04′    |
| Tremolo             |        |

| III Schwellwerk C–g3 |        |
| Bourdon              | 16′    |
| Singend Prinzipal    | 08′    |
| Gedacktpommer        | 08′    |
| Viol                 | 08′    |
| Unda maris           | 08′    |
| Ital. Prinzipal      | 04′    |
| Koppelflöte          | 04′    |
| Waldflöte            | 02′    |
| Larigot              | 01 ⁄3′ |
| Scharfmixtur IV      | 01′    |
| Dulzian              | 16′    |
| Trompet harm.        | 08′    |
| Schalmei             | 04′    |
| Tremolo              |        |

| Pedal C–f1      |          |
| Prinzipalbass   | 16'      |
| Subbass         | 16′      |
| Zartbass        | 16′ Tr.  |
| Oktavbass       | 08′ Ext. |
| Gedecktbass     | 08′      |
| Choralbass      | 04′ Ext. |
| Prinzipal       | 02′ Ext. |
| Hintersatz IV   | 02 ⁄3′   |
| Posaune         | 16′      |
| Trompetbass     | 08′ Ext. |
| Krummhorn       | 04′ Ext. |
| Singend Kornett | 02′ Ext. |

- Koppeln: II/I, III/I (auch als Super- und Suboktavkoppeln), III/II, I/P, II/P, III/P (auch als Superoktavkoppel)

## Glocken
Ursprünglich war gar nicht vorgesehen, dass in den beiden Türme auch Glocken hängen und läuten sollten. Erst 1900 wurden die ersten Glocken aufgezogen. Die größte wog mehr als vier Tonnen. Der Architekt empfahl, nur an hohen Festtagen zu läuten, was aber nicht befolgt wurde, so dass schon bald Schäden auftraten.
Durch den Zweiten Weltkrieg gingen auch die Glocken verloren. 1952 wurden vier neue Glocken angeschafft, die im Südturm aufgehängt wurden. Zwei weitere Glocken folgten 1959. Die größte, die Dreifaltigkeitsglocke, wiegt fast fünf Tonnen und ist die zweitgrößte Glocke Freiburgs. Sie hängt als einzige im Nordturm.
| Glocke | Name           | Gussjahr | Gießer, Gussort                         | Durchmesser | Masse   | Schlagton (HT-1/16) |
| ------ | -------------- | -------- | --------------------------------------- | ----------- | ------- | ------------------- |
| 1      | Dreifaltigkeit | 1959     | Friedrich Wilhelm Schilling, Heidelberg | 1905 mm     | 4875 kg | a0 +2               |
| 2      | Herz Jesu      | 1959     | Friedrich Wilhelm Schilling, Heidelberg | 1479 mm     | 2260 kg | d1 +3               |
| 3      | Maria          | 1952     | Friedrich Wilhelm Schilling, Heidelberg | 1290 mm     | 1438 kg | e1 +3               |
| 4      | Lambertus      | 1952     | Friedrich Wilhelm Schilling, Heidelberg | 1138 mm     | 0995 kg | fis1 +30            |
| 5      | Josef          | 1952     | Friedrich Wilhelm Schilling, Heidelberg | 0946 mm     | 0561 kg | a1 +3               |
| 6      | Klara          | 1952     | Friedrich Wilhelm Schilling, Heidelberg | 0834 mm     | 0391 kg | h1 +3               |

Durch intensives Läuten, für das die Türme nicht ausgelegt sind, entstanden wiederum Schäden. Die Denkmalstiftung Baden-Württemberg meldete 2020, dass die seltenen stählernen Glockenstühle aus der Bauzeit um 1900 in den beiden Türmen durch Korrosion stark angegriffen sind und deshalb das Geläut der Glocken sicherheitshalber eingestellt wurde. Auch die hölzernen Auflager der Glockenstühle sowie die Turmuhr und die Läuteanlage aus dieser Zeit sind sanierungsbedürftig. Zur Wiederherstellung werden aus Mitteln der Glücksspirale 30.000 Euro beigesteuert. Die Sanierungsarbeiten werden 2022 und 2023 durchgeführt, so dass das Glockengeläut voraussichtlich zum Weihnachtsfest 2023 nach sechs Jahren Stillstand wieder erklingen kann.

## Gemeinde
Die Gemeinde Herz-Jesu bildete mit der Gemeinde St. Josef die Seelsorgeeinheit Freiburg-Stühlinger. Seit 1. Januar 2015 gehört sie mit der Dompfarrei, den Pfarrgemeinden St. Martin und St. Josef sowie der Klinikpfarrei Heilig Geist zur Seelsorgeeinheit Freiburg-Mitte, deren Pfarrer Dompfarrer Alexander Halter ist.
Neben der Pfarrgemeinde Herz-Jesu nutzt auch die kroatische Gemeinde Freiburg die Pfarrkirche für ihre Gottesdienste.